# 小暮千晶
小暮 千晶（こぐれ ちあき、1999年3月12日 - ）は、群馬県出身の女子サッカー選手。ポジションはゴールキーパー。

## 来歴

### クラブ
前橋育英高校、神奈川大学を卒業後、2021年に横浜FCシーガルズに加入。
2023年に地元・群馬県のバニーズ群馬FCホワイトスターに移籍。
2024年にASハリマアルビオンに移籍した。

### 代表
2016年9月に、U-17女子ワールドカップに臨むU-17日本代表に選出された。大会ではグループステージ2試合目のパラグアイ戦に先発出場した。

## 代表歴
- U-17日本代表
  - 2016 FIFA U-17女子ワールドカップ; 準優勝（1試合出場）